# Smile 2
Série
Smile
(2022) Smile 3
(2026)
Pour plus de détails, voir Fiche technique et Distribution.
Smile 2, ou Sourire 2 au Québec, est un film d'horreur américain réalisé par Parker Finn et sorti en 2024. Il s'agit de la suite du film Smile (2022), qui est lui-même basé sur le court métrage Laura Hasn't Slept du même réalisateur.

## Synopsis
Six jours après le suicide de Rose Cotter, Joel, maintenant infecté, tente de transmettre la malédiction à deux criminels meurtriers, mais il tue par accident le témoin potentiel. La scène est toutefois observée par Lewis Fregoli, un trafiquant de drogues, qui devient alors involontairement l'hôte de la malédiction. Joel, maintenant débarrassé de la malédiction, s'enfuit de la maison des criminels, mais se fait mortellement happer par un camion pendant sa fuite.
À New York, la pop star à succès Skye Riley se prépare pour un retour en tournée mondiale après une lutte très médiatisée contre la toxicomanie et un accident de voiture qui l'a laissée blessée et qui a tué Paul Hudson, son petit ami. Elle a toujours des douleurs à la suite de l'accident et, malgré la surveillance constante de sa mère et manager Elizabeth ainsi que de leur assistant Joshua, elle s'éclipse pour aller acheter des Vicodins chez Lewis Fregoli. Chez lui, Skye découvre un homme au comportement erratique en plein délire qui la menace dès son arrivée. Lewis crie et panique, avant de s'effondrer, puis de se relever en souriant à Skye et de se matraquer la tête à mort avec un poids de musculation devant elle. Skye traumatisée décide de ne pas appeler la police, inquiète de ruiner son retour en tournée avec le scandale.
Skye continue de préparer sa tournée, mais commence à halluciner et vivre des événements étranges. Lors d'une séance de dédicaces, elle est attaquée par un fan trop virulent, puis rencontre une enfant souriante. Elle retrouve en coulisses Darius, son directeur musical et ami, qui lui demande d'assister à un événement caritatif qu'il organise. À la suite du choc de la séance d'autographes, elle hésite, mais Elizabeth fait pression sur elle pour qu'elle accepte. Skye reçoit soudain un SMS d'un numéro inconnu dans lequel la personne prétend savoir que Skye est en danger.
Ce soir-là, Skye renoue avec son ancienne meilleure amie, Gemma, à qui elle n'a plus parlé depuis plus d'un an, à la suite d'une violente dispute. Elle lui avoue ce qui est arrivé à Lewis, Gemma lui conseille de ne pas rapporter sa mort à la police. Skye fait un cauchemar à propos de la mort de Paul et de l'accident, la faisant crier à l'aide et se réveiller en sursaut. Elle parle avec Gemma de ses sentiments avant de réaliser que l'entité, ayant pris l'apparence de Gemma, est allongée à côté, lui souriant, puis lui faisant peur en illuminant les yeux et la bouche de Gemma comme les phares d'une voiture. Elle se réveille directement le matin suivant, en retard, n'ayant pas senti le temps passer.
Lors de l'événement caritatif de Darius, Skye est perturbée par un souci technique sur le prompteur qui s'arrête. Elle improvise alors, mais crée le malaise dans l'assistance en racontant que la musique ne l'a jamais aidée, avant de réaliser que le prompteur ne s'était jamais réellement arrêté. En regardant la salle, elle aperçoit soudain "Paul" à une table qui lui sourit puis s'approche d'elle. Une dame agée tente de venir l'aider, mais paniquée, Skye hallucine et projette accidentellement la dame hors de la scène sur l'une des tables, s'humiliant devant l'ensemble des personnes présentes dans la salle.
Skye quitte précipitamment la soirée puis contacte le numéro inconnu, un homme qui lui donne rendez-vous dans un bar. Ce dernier se révèle être Morris, un infirmier dont le frère a également été tué par l'entité et qui tente maintenant de l'arrêter. Il lui explique que tuer quelqu'un devant un témoin est le seul moyen de transmettre la malédiction. Morris théorise également l'idée que l'entité est un parasite qui finira par mourir s'il ne trouve pas de nouvel hôte. Il suggère de provoquer artificiellement la mort de Skye puis de la réanimer pour la débarrasser de la malédiction. Reconnue et prenant son interlocuteur pour un fou, Skye panique et s'enfuit. Après une crise mentale dans son appartement, Skye tente de fuir mais est attaquée par l'entité, sous la forme de ses danseurs de fond. Ils la poursuivent chez elle, avant de l'attaquer violemment et de lui enfoncer un bras entier dans la bouche. Il est alors révélé que Skye s'est disputée avec Paul la nuit de sa mort et qu'elle a intentionnellement provoqué l'accident de voiture sous l'effet de la drogue.
Skye se réveille dans un centre de remise en forme, à la suite de son attaque. Elizabeth la réprimande sévèrement pour son comportement avant de briser un miroir en souriant et se mutile à mort avec le morceau de verre du miroir brisé. Skye tente de fuir, mais découvre qu'elle tient le morceau de verre cassé et qu'elle aurait en fait tué sa propre mère. Elle tente de sortir de la chambre, mais Joshua essaie d'entrer. Désespérée et souhaitant briser la malédiction, Skye se débarrasse de Joshua puis sort de sa chambre et se dirige vers la sortie du Centre, en volant une arme à feu à un agent de sécurité. Elle s'enfuit de l'établissement et rencontre Gemma, qui se met derrière le volant du véhicule qu'elles volent au chauffeur de Skye.
Sky contacte Morris, qui lui transmet les coordonnées d'un point de rendez-vous. Pendant le trajet, Skye reçoit un appel de la véritable Gemma, révélant que la Gemma assise à côté d'elle est en fait l'entité depuis le début. Skye prend alors le contrôle de la voiture et rejoint Morris au point de rendez-vous, une pizzeria abandonnée, dans laquelle ils prévoient utiliser la chambre froide et arrêter le cœur de Skye pendant neuf minutes, assez pour être certain que l'entité soit vaincue et permettre à Skye de mettre un terme à la malédiction. Alors qu'il part chercher quelque chose, Skye est attaquée par l'entité. elle réussit à repousser l'entité et à se suicider, mais l'entité lui révèle que ce n'était qu'une hallucination, l'entité se moque de Skye en employant les mêmes mots qu'elle a utilisée lorsque l'entité a pris l'apparence de Jemma, "ce n'est pas toi qui as le contrôle Skye, c'est moi !", avant de l'enfermer dans le congélateur et de lui souhaiter bonne chance pour son concert.
Skye se retrouve ensuite sur scène lors de la soirée d'ouverture de sa tournée où Darius, Joshua et une Elizabeth encore en vie se trouvent au premier rang de la foule. Elle réalise que les derniers jours n'ont été qu'une hallucination et elle est alors confrontée à une version souriante d'elle-même, qui s'entrouvre pour révéler la véritable forme de l'entité : une monstruosité semi-humanoïde sans peau rouge écarlate avec de multiples séries de mâchoires mal formées nichées dans une énorme bouche souriante. Skye crie de terreur, puis le monstre lui brise la bouche et rampe à l'intérieur d'elle, alors qu'aux yeux des spectateurs, elle s'effondre sur scène. Skye, désormais possédée, se lève, se munit du sourire caractéristique et se suicide en se poignardant l'œil avec son microphone, transmettant la malédiction à l'ensemble de son public qui regardait la scène, horrifié.

## Fiche technique
Sauf indication contraire, les informations mentionnées dans cette section peuvent être confirmées par les bases de données cinématographiques IMDb et Allociné,  présentes dans la section « Liens externes ».
- Titre original : Smile Deluxe
- Titre français : Smile 2
- Titre québécois : Sourire 2[1]
- Réalisation et scénario : Parker Finn (en)
- Musique : Cristobal Tapia de Veer
- Direction artistique : Larry W. Brown
- Décors : Keri Lederman
- Costumes : Alexis Forte
- Photographie : Charlie Sarroff
- Montage : Elliot Greenberg
- Production : Marty Bowen, Wyck Godfrey, Isaac Klausner et Robert Salerno
- Sociétés de production : Paramount Pictures, Paramount Players et Temple Hill Entertainment
- Société de distribution : Paramount Pictures (États-Unis, France, Québec)
- Budget : 28 millions $[réf. nécessaire]
- Pays de production :  États-Unis
- Langue originale : anglais
- Format : couleur
- Genre : drame, horreur, thriller
- Durée : 132 minutes
- Dates de sortie : 
  - Belgique, France, Suisse romande : 16 octobre 2024
  - États-Unis, Québec[1] : 18 octobre 2024
- Classification :
  - États-Unis : R (interdit aux moins de 17 ans non accompagnées)
  - France : interdit aux moins de 16 ans[2]

## Distribution
- Naomi Scott (VF : Joséphine Ropion ; VQ : Anna Elise Romagny) : Skye Riley
- Rosemarie DeWitt (VF : Julie Dumas ; VQ : Isabelle Leyrolles) : Elizabeth Riley
- Miles Gutierrez-Riley (VF : Geoffrey Loval ; VQ : Nicolas Centeno Benoît) : Joshua
- Dylan Gelula (VF : Bérénice Bala ; VQ : Jessica Léveillée-Lemay) : Gemma
- Raúl Castillo : Darius Bravo
- Peter Jacobson (VF : Bernard Bollet ; VQ : François Sasseville) : Morris
- Ray Nicholson (VF : Kévin Garnichat) : Paul Hudson
- Lukas Gage (VF : Romain Altché ; VQ : Joakim Lamoureux) : Lewis Fregoli
- Kyle Gallner (VF : Jim Redler ; VQ : Frédéric Millaire-Zouvi) : Joel
- Drew Barrymore (VF : Laura Préjean ; VQ : Aline Pinsonneault) : elle-même
- Jon Rua (VF : Antoine Ferey) : Anton

Source et légende : Version française (VF) sur RS Doublage Carton du doublage à la fin du film ; version québécoise (VQ) sur Doublage.qc.ca

## Production

### Genèse et développement
À la CinemaCon, en 2023, Paramount Pictures annonce qu'une suite du film Smile est en développement avec le retour de Parker Finn (en) au scénario et à la réalisation.

### Attribution des rôles
En décembre 2023, Naomi Scott est annoncé dans le rôle principal du film. Peu après, Kyle Gallner reprend son rôle de Joel du premier film et que Lukas Gage, ainsi que Rosemarie DeWitt joueront dans le film,. Dylan Gelula, Raúl Castillo et Miles Gutierrez-Riley sont annoncés au casting au mois de février suivant,,.

### Tournage
Le tournage a lieu de janvier à mars 2024 dans les villes de Newburgh, Poughkeepsie, Wappingers Falls, Albany et de New York.